# Campeonato de Wimbledon 1949
La edición 63.º del Campeonato de Wimbledon se celebró  entre el 20 de junio y el 1 de julio de 1949 en las pistas del All England Lawn Tennis and Croquet Club de Wimbledon, Londres, Inglaterra.
El cuadro individual masculino lo iniciaron 128 jugadores mientras que el femenino  lo iniciaron 96 tenistas.

## Hechos destacados
En la competición individual masculina se impuso el americano Ted Schroeder logrando el único título que obtendría en el torneo al imponerse en la final al checo Jaroslav Drobný.
En la competición individual femenina la victoria fue para la estadounidense Louise Brough logrando el segundo título que obtendría en Wimbledon al imponerse a  la estadounidense Margaret Osborne duPont.

## Palmarés
| Seniors              | Vencedor                              | Resultado               | Finalista                    | Finalista |
| -------------------- | ------------------------------------- | ----------------------- | ---------------------------- | --------- |
| Individual masculino | Ted Schroeder                         | 3–6, 6–0, 6–3, 4–6, 6–4 | Jaroslav Drobný              |           |
| Individual femenino  | Louise Brough                         | 10–8, 1–6, 10–8         | Margaret Osborne duPont      |           |
| Dobles masculino     | Pancho Gonzales Frank Parker          | 6–4, 6–4, 6–2           | Gardnar Mulloy Ted Schroeder |           |
| Dobles femenino      | Louise Brough Margaret Osborne duPont | 8–6, 7–5                | Gertrude Moran Patricia Todd |           |
| Dobles mixto         | Sheila Summers Eric Sturgess          | 9–7, 9–11, 7–5          | Louise Brough John Bromwich  |           |

## Cuadros Finales

### Torneo individual  femenino
| Predecesor: 1948                         | Campeonato de Wimbledon 1949 | Sucesor: 1950                                       |
| Predecesor: Torneo de Roland Garros 1949 | Grand Slam 1949              | Sucesor: Campeonato nacional de Estados Unidos 1949 |

- Datos: Q612679